# Borasambar
Borasambar o Borasamber fou un estat tributari del tipus zamindari del gruo dels divuit Garhjats que fou agregat al districte de Sambalpur a les Províncies Centrals (després Províncies Centrals i Berar). Tenia una població el 1881 de 65.837 habitants (405 pobles) i una superfície de 2.178 km². El tribut pagat era de 30 lliures i els ingressos de 1480.
L'ètnia principal de la zona eren els binjwars, tribu aborigen. El zamindari fou concedit segons la tradició abans de l'any 400 pel senyor Gajapati de Pun a Dasmat Barhea, la família del qual el va conservar fins a l'abolició dels drets de zamindari a la segona meitat del segle XX a l'Índia independent. La concessió inicial era una comarca a l'entorn de Borasambar però en els segles següents la família regnant va ampliar el domini amb conquestes a caps tribals veïns amb els quals van estar sovint en lluita.

## Darrers rages
- Raja Lal Rajindra Singh ?-1938 (+ 4 de gener de 1938)
- Lal Sadanand Singh 1938-1948 (fill)